# Mr. Inquisitive (film 1909)
Mr. Inquisitive è un cortometraggio muto del 1909. Il nome del regista non viene riportato nei credit del film.

## Trama
Mr. Inquisitive, curioso e impiccione, viene cacciato da casa dalla moglie che lo ha beccato mentre lui cercava di spiarla insieme alle amiche. L'uomo si reca al mercato del pesce; ma anche lì finirà per mettersi nei guai.

## Produzione
Il film fu prodotto dalla Lubin Manufacturing Company.

## Distribuzione
Distribuito dalla Lubin Manufacturing Company, il film - un cortometraggio della lunghezza di 75,6 metri - uscì nelle sale cinematografiche statunitensi il 24 maggio 1909. Nelle proiezioni, veniva programmato con il sistema dello split reel, accorpato in un'unica bobina con un altro cortometraggio prodotto dalla Lubin, la commedia Officer McCue.